# Bradypterus centralis
El zarzalero montano (Bradypterus centralis) es una especie de ave paseriforme de la familia Locustellidae propia del África ecuatorial.

## Distribución y hábitat
El zarzalero montano se encuentra únicamente en las montañas del África ecuatorial, distribuido por Burundi, Kenia,  Tanzania, República Democrática del Congo, Ruanda y Uganda. Su hábitat natural son los bosques húmedos tropicales montanos.